# Árok utcai pálya
Árok utcai pálya – stadion piłkarski w Budaörs, na Węgrzech. Domowy obiekt Budaörsi SC, mogący pomieścić 1204 widzów.